# Fredrik Block
Fredrik Ernst August Block, född 12 december 1867 i Härslövs församling, död 30 augusti 1929 i Bromma församling, var medicinalråd och riksdagspolitiker (socialdemokrat).
Som riksdagspolitiker var han ledamot av Sveriges riksdags andra kammare från 1921.